# Euscelidia hyalina
Euscelidia hyalina là một loài ruồi trong họ Asilidae. Euscelidia hyalina được Dikow miêu tả năm 2003. Loài này phân bố ở vùng nhiệt đới châu Phi.